# فرماندهی نیروهای ویژه آلمان
فرماندهی نیروهای ویژه آلمان (انگلیسی: Kommando Spezialkräfte) یگان نیروهای ویژه زیرمجموعه نیروی زمینی آلمان است، که در سال ۱۹۹۶ تأسیس شد.